# 李簡夫
李简夫（?—?），李定之子，洪州（今江西南昌市）人。宋朝官員，以遺表蔭補入仕，官屯田。岳父為孫抗。有诗名。苏辙文集《李简夫少卿诗集引》]和范仲淹《依韵酬光化李简夫屯田》中都曾提及他。